# Tudástranszfer
A tudástranszfernek napjainkban fontos szerepe van. Az oktatás világán kívül, van létjogosultsága a hétköznapi életben is.
A tudástranszfer hasonló a komparatív pedagógiához, ahol az előzetes tudást alkalmazva/felhasználva építjük be az új információt. A tananyagok gyors változása miatt egyre nehezebb eldönteni, hogy mi számít értékes tudásnak. Felértékelődik a tudás minősége.
A minőségi tudás jellemzői:
- átvihetőség
- alkalmazhatóság

A korábbi tapasztalatok befolyásolják a későbbi feladatok megoldásait, hasonló szituációkban alkalmazzuk a korábban megtanultakat.
A tudástranszferrel kapcsolatos sokszínűséget, érdeklődést, aktualitást, oktatásban betöltött szerepét igazolja és mutatja a hetvenes évek óta keletkezett számos definíció, fogalom és tanulmány, amelyek hangsúlyozzák a megismerés valamilyen formáját, a mentális reprezentációt, sémákat, eljárásokat és modelleket. A transzferkutatások egyik fő eredménye, hogy a különböző típusú tanulási tapasztalatoknak teret biztosít, lehetőséget ad az oktatás sikerességének felmérésére, valamint hogy hangsúlyozza az eredeti tanulás fontosságát.
Van azonban negatív transzfer is, amikor a korábban tapasztaltaknak negatív hatásai vannak, gátolják a tanulás folyamatát és az új információ beépülését.